# Media Player Classic
Media Player Classic (MPC) (проект guliverkli) — свободный проигрыватель аудио- и видеофайлов для операционной системы Windows. После 2006 года развитие оригинальной программы было остановлено. Тем не менее существует ряд форков, развивающих данный проигрыватель: MPC-HC, MPC-BE и др. Программа имела интерфейс, аналогичный Windows Media Player версии 6.4 и другую кодовую базу.
Media Player Classic был создан и поддерживался программистом, известным по псевдониму «Gabest». Gabest изначально разрабатывал Media Player Classic как программу с закрытым исходным кодом, однако позднее решил опубликовать его. Media Player Classic распространяется с лицензионным соглашением GNU GPL и имеет собственный проект на SourceForge.net под названием Guliverkli.

## Возможности
- воспроизведение Video CD, SVCD и DVD без установки дополнительных кодеков;
- воспроизведение AudioCD;
- воспроизведение RealMedia и QuickTime (если в системе установлены соответствующие кодеки);
- воспроизведение файлов любых форматов, поддерживающих DirectShow, например, DivX, Xvid, H.264;
- воспроизведение и захват видео с ТВ-тюнеров;
- воспроизведение Flash-роликов; при наличии установленного плагина ActiveX — с возможностью перемотки;
- возможность настройки горячих клавиш;
- возможность воспроизведения второй звуковой дорожки (в любом поддерживаемом формате);
- воспроизведение повреждённых AVI-файлов;
- произвольное перемещение и масштабирование изображения;
- поддержка систем управления WinLirc и uICE;
- просмотр фильмов в разрешении, отличном от текущего;
- поддержка командной строки;
- поддержка субтитров;
- сохранение декодированного потока (например, MPEG-2 с защищённых DVD).

## Недостатки
- Нет автоматической настройки яркости и контраста;
- Требует поддержки SSE-инструкций у процессора (для современных процессоров это не критично, устаревшие модели не обеспечат нужный уровень производительности).
- Отсутствие кроссплатформенности.

## Поддержка форматов Smacker и Bink
Версии Media Player Classic до 6.4.7.5 могут при наличии необходимых библиотек проигрывать файлы форматов Smacker и Bink, однако в более поздних версиях поддержка этих форматов удалена по требованию фирмы RAD Game Tools.

## Media Player Classic Home Cinema
Media Player Classic Home Cinema (MPC-HC) — форк проекта Media Player Classic, начатый после того, как Gabest остановил работу над MPC.
Включает интегрированный набор медиа-кодеков, благодаря чему может проигрывать многие форматы видео- и аудиофайлов без установки сторонних средств. Большое количество возможностей, таких как: воспроизведение DVD-дисков, аппаратное декодирование формата H.264 на соответствующих видеокартах, корректная работа со вторым монитором (телевизором), поддержка различных видов субтитров, работа с форматами QuickTime и RealVideo и т. д. Интерфейс упрощён и переведён на многие языки. Плеер полностью совместим с Windows XP, Windows Vista, Windows 7, Windows 8 и Windows 10 (как 32-битные, так и 64-битные версии этих операционных систем).

### Отличия от Media Player Classic
- Дополнительные видеодекодеры — в частности, H.264, H.265 и VC-1 с поддержкой DXVA
- Поддержка современных операционных систем (Windows Vista и выше), в том числе 64-битной платформы
- Поддержка визуализации EVR
- Поддержка визуализации madVR
- Наличие экранного меню
- Поддержка нескольких мониторов
- Опция удаления дрожания видеокадра
- Перевод на огромное число языков

### Недостатки
- Нет поддержки метаданных cue;
- Плей-листы сохраняются в простом текстовом формате; если они содержат, например, кириллицу, то при загрузке плеера не читаются, если отдельно не пересохранить .mpcpl файлы в формате Unicode.

### Окончание разработки программы
16 июля 2017 года вышла последняя версия программы. Разрабатываться дальше версии 1.7.13 не будет из-за отсутствия заинтересованных разработчиков.

## Media Player Classic Home Cinema (clsid2)
Media Player Classic Home Cinema (clsid2) — форк проекта MPC-HC. Предполагается, что глобальных изменений не будет, будут обновляться внешние модули и фильтры. В 2019 году плеер обзавёлся поддержкой воспроизведения с YouTube при помощи youtube-dl, а в январе 2023 появилась версия 2.0.0 с обширным чейнджлогом, включающим поддержку HDR видео, темную темы и функцию запоминания позиции последнего воспроизведения. Также добавлены поддержка кодека AV1 и новый видеорендер MPC Video Renderer.

## MPC-BE
MPC-BE (Media Player Classic — Black Edition) — форк на базе проектов Media Player Classic и Media Player Classic Home Cinema. Новые версии публикуются на GitHub и SourceForge.net.